# 鳩笛真希
鳩笛 真希（はとぶえ まき、1955年2月17日 - ）とは元宝塚歌劇団娘役の女優。大阪府池田市出身。梅花学園出身。宝塚歌劇団時代の愛称はキャン。日本舞踊 藤間流名執:藤間智

## 人物
- 身長：160cm
- 体重：41kg
- 靴のサイズ：23.5cm
- 趣味・特技：日本舞踊（藤間流）、声楽、クラシックバレエ、モダンダンス

## 略歴
1970年に中学卒業後すぐに宝塚音楽学校に入学し、1972年に卒業。同年、宝塚歌劇団に58期生として入団し、雪組公演『かぐら／ザ・フラワー』で初舞台を踏む。宝塚入団時の成績は48人中21位。
1973年4月2日、花組に配属。
1980年4月、雪組に組み替え。
1987年7月31日、宝塚歌劇団を退団。

## 宝塚歌劇団時代の主な舞台出演
- 『かぐら』（1972年4月）＊初舞台
- 『宝舞抄』新人公演：白き椿の女（本役：松本悠里）／『ザ・レビュー』新人公演：白い鳥（本役：北原千琴）（1977年8月 - 9月）
- 『風と共に去りぬ』新人公演：ワイティング夫人（本役：八汐みちる）（1978年2月 - 3月）
- 『遙かなるドナウ』新人公演：プリンセス（本役：三井魔乎）（1978年9月 - 11月）
- 『彷徨のレクイエム』オリガ（1981年5月 - 6月）
- 『かもめ翔ぶ海』千賀（1981年11月 - 12月）
- 『ジャワの踊り子』カルティエ（1982年5月 - 6月）
- 『パリ変奏曲』ブリジット（1982年11月 - 12月）
- 『うたかたの恋』ステファニー皇太子妃／『グラン・エレガンス』ヤングガールS（1983年5月 - 6月）
- 『ブルージャスミン』ソフィー（1983年8月 - 9月）
- 『風と共に去りぬ』メラニー（1984年3月 - 5月）
- 『千太郎纏しぐれ』小稲／『フル・ビート』カリプソの女S（1984年9月 - 11月）
- 『はばたけ黄金の翼よ』カタリーナ（1985年1月 - 2月）
- 『愛のカレードスコープ』エドナ／『アンド・ナウ!』ブルースの女、淑女S（1985年6月 - 8月）
- 『大江山花伝』胡蝶／『スカイ・ハイ・スカイ』クイーン・バード（1986年2月 - 3月）
- 『三つのワルツ』侯爵夫人、ステッフィ・カステリ（1986年8月 - 9月）
- 『宝塚をどり讃歌』芸者／『サマルカンドの赤いばら』クッラトル王妃（1987年3月 - 5月）
- 『リプライズ!』娘A（1987年5月 - 6月）

参考資料：『歌劇』1987年7月号　宝塚歌劇団　139頁

## 宝塚歌劇団退団後の舞台出演
- 『俊寛』（市川猿之助演出、1990年、PARKO劇場）
- 『ジンギスカン』（市川猿之助演出、1991年、御園座・新歌舞伎座）
- 『ジンギスカン』（市川猿之助演出、1992年、北京公演）
- 『アユタヤの星』（市川猿之助演出、1993年、明治座）
- 『西太后』（市川猿之助演出、1995年、橋演舞場）
- 『本所深川ふしぎ草子』（1999年、新橋演舞場）
- 『悪の華』（2001年、帝国劇場）
- 『残菊物語』（2002年、帝国劇場）
- 『夫婦善哉』（2004年、新橋演舞場・松竹座）
- 『スーパー喜劇　狸御殿』（2005年、松竹座）
- 『桂春団治』（2007年4月、新橋演舞場）
- 『桂春団治』（2004年5月、博多座）
- 『桂春団治』（2004年6月、松竹座）

その他、松平健公演、五木ひろし公演（レギュラー出演）、劇団若獅子公演にも出演。

## テレビドラマ出演
- 『アンコールF』（テレビ朝日）[3]

## ラジオドラマ出演
- NHK・FMダミーヘッドの青春アドベンチャー『アナスタシア・シンドローム』

## 映画出演
- 『夕映えの道』柴田涼子
- 『筆子・その愛 -天使のピアノ-』[4]（2007年）